# Sibynophiinae
De Sibynophiinae zijn een groep van slangen.

## Naam en indeling
Het is een onderfamilie van de familie toornslangachtigen (Colubridae). De wetenschappelijke naam van de groep werd voor het eerst voorgesteld door Emmett Reid Dunn in 1928.

## Geslachten
Er zijn twee geslachten en elf soorten. Onderstaand zijn de geslachten weergegeven, zie voor een lijst van alle soorten de lijst van Sibynophiinae.
| Naam             | Aantal soorten | Auteur               | Verspreidingsgebied |
| ---------------- | -------------- | -------------------- | --- |
| Scaphiodontophis | 2              | Taylor & Smith, 1943 | Mexico, Belize, Guatemala, Honduras, El Salvador, Nicaragua, Colombia, Costa Rica, Panama                                                        |
| Sibynophis       | 9              | Fitzinger, 1843      | India, Nepal, China, Maleisië, Taiwan, Bhutan, Myanmar, Thailand, Laos, Vietnam, Cambodja, Indonesië, Filipijnen, Pakistan, Singapore, Sri Lanka |